# أمينة نور الدين
أمينة نور الدين (بالإنجليزية: Amina Nour Eddine) (5 مارس 1910 - 3 يناير 2002)، هي ممثلة مصرية، درست في مدارس الفرنسيسكان، ثم عملت بعد التخرج في السفارة البولندية كما عملت في مجال الصحافة الفنية، وعملت كممثلة في الفرقة القومية والمسرح القومي، وشاركت وقتها في عدة مسرحيات. دخلت أمينة نور الدين إلى مجال السينما وعملت فيها منذ بداية الأربعينات وحتى اعتزالها الفن تمامًا في عام 1956.
قامت أمينة نور الدين بتسجيل صوت جين آرثر في دوبلاج الفيلم الأمريكي «مستر ديدز يذهب إلى المدينة»، وكانت تحصل على أجر شهري مقداره عشرة جنيهات عندما التحقت للعمل بالمسرح القومي.

## نشأتها وحياتها العملية
كان ميلادها بمدينة الإسكندرية في 5 مارس 1910 . توفى والدها المهندس على نور الدين وتولى عمها تربيتها عقب وفاة الأب، ودرست في مدارس الفرنسيسكان. بدأت العمل الفنى والتمثيل في مدرسة حلوان الثانوية، حيث كانت المدرسة تقيم حفلات تمثيلية، وتعلمت البيانو على يد متخصصة. عملت بالسفارة البولندية  وعملت باحدى المجلات الفنيه كصحفيه نشطه تقحم نفسها في أعمال لم تطرقها الفتيات من قبل، ولكنها ضربت عرض الحائط بكلام الناس ومضت في طريقها تعمل وتكون مستقبلها وكانت هواية الفن تطاردها ووجدت نفسها تحرص على متابعة النشاط المسرحي وتجلس مع الفنانين وراء الكواليس، واقتنعت ان المسرح هو مستقبلها فاستقالت من عملها بالسفارة والتحقت بالمسرح القومى بمرتب قدره عشرة جنيهات في الشهر.

## المشوار الفني
التحقت بالفرقة القومية عام 1935، وقامت بتمثيل مسرحية المتحذلقات من أعمال موليير ومع الممثله راقيه ابراهيم. اكتشف السينمائيون ان وجهها ومواهبها وشخصيتها تؤهلها لادوار البطولة وكانت بدايه البطولات هو فيلم (المتهمه) من إخراج هنرى بركات وانتاج وتمثيل آسيا داغر، وكان المخرج قد حاول ان يحذف امتار من تصوير الفيلم ولكنه استعان بالممثله الجديده على الساحة بان تحادث المشاهد من خلال شريط الفيلم لتعريفه بالاحداث والتى تم حذفها بطريق الخطأ وبالفعل ابدعت الممثله المغموره امينه نور الدين وشاركت مع زكى رستم ويحيى شاهين وفردوس محمد وزينات صدقى وعبد الفتاح القصرى ساميه فهمى والراقصه ببا إبراهيم وغنى المطرب حسن مختار وابدع من الحانة وكان العرض 30 ديسمبر 1942 بدار سينما كوزمو بالاسكندريه.

## أمينة نور الدين في الصحافة
نشرت مجلة «الإثنين والدنيا»، في العدد الصادر بتاريخ 24 نوفمبر عام 1942: «قالت الكوكب أمينة نور الدين: خسرت كل ما أملك في باريس، وفى كازينو الليدو، قضيت ليلة لا أنساها! كنت أعتزم العودة إلى مصر وفى جيبي 120 جنيهًا وهو مبلغ كاف للبقاء، أسبوعا في باريس وأجرة السفر إلى مصر... ولعبت ثم لعبت، حتى لم يبق معى مليم واحد... وشاء الله أن يسعدنى قليلا، فعثرت في البهو الخارجى على» فيشة«و10 فرنكات فعدت بها إلى المائدة ولعبتها فربحت.. وخرجت من الملهى وفى جيبي 300 جنيه».

## بعد المشوار الفني
عاشت الفنانه امينه نور الدين بعيدا عن الحياه الفنيه وآثرت ان تنسحب منه في هدوء لتنشئ فندق لونشان واستطاعت ان توفر فيه كل اسباب النجاح والذى جعل الحكومة المصريه والهيئات السياحيه تعترف به كفندق من الدرجة الأولى ورغم ابتعادها عن الساحة الفنية فقد كانت العروض الفنيه تنهال عليها وكان المنتجون يلحون عليها بان تعود إلى الحياه الفنيه ولكنها كانت تصم اذنيها عن كل الاغراءات الفنيه والمادية وعبثا حاول المخرج حسن عبد السلام ان يقنعها بالقيام باحد ادوار البطولة في مسرحية (مجنون بطه) امام أمين الهنيدى، وكادت تقبل لولا انها وجدت ان عملها بالمسرح سوف يحول بينها وبين رعاية ابنتها الوحيده، والاشراف على تربيتها، فكان ان آثرت الانسحاب من الساحة الفنيه لتتفرغ لمسئوليتها كأم.

## أعمال التمثيل
تقاليع الستات: مسلسل إذاعي للمخرج السيد بدير، من تأليف عزت السيد إبراهيم.
عمر وجميلة: فيلم 1937 إخراج وسيناريو وحوار كارلو بوبا.
مصنع الزوجات: فيلم 1941 إخراج وتأليف نيازي مصطفى.
المتهمة: فيلم 1942 للمخرج بركات، قامت بدور «فكرية».
الشريد: فيلم 1942 للمخرج بركات.
نداء القلب: فيلم 1943 للمخرج عمر جميعي.
بنت الشيخ: فيلم 1943 للمخرج أحمد كامل مرسي.
شهر العسل: فيلم 1945 للمخرج أحمد بدرخان، قامت بدور «جمالات».
بين نارين: فيلم 1945 للمخرج جمال مدكور ، قامت بدور «علية».
عادت إلى قواعدها: فيلم 1946 للمخرج محمد عبد الجواد.
الماضي المجهول: فيلم 1946 للمخرج أحمد سالم، قامت بدور زوزو بنت العم.
مؤامرة: فيلم 1953 للمخرج كمال الشيخ.
مرت الأيام: فيلم 1954 للمخرج أحمد ضياء الدين، قامت بدور «سامية».
اعترافات زوجة: فيلم 1954 للمخرج حسن الامام.
من القاتل: فيلم 1956 للمخرج حسن الصيفي، قامت بدور «سعاد هانم» القتيلة.
عائلة مرزوق أفندي: مسلسل إذاعي 1959 للمخرجة نشوى عبد المنعم، تأليف فتحي عبد الله.

## وصلات خارجية
https://elcinema.com/person/1068394/ أمينة نور الدين (ممثلة)
https://dhliz.com/artist/amina_nour_al_din/ أمينة نور الدين (ممثلة)
https://www.imdb.com/name/nm1263902/?ref_=nv_sr_srsg_0 أمينة نور الدين (ممثلة)
https://karohat.com/Person/9dc61ec2-6e8e-4f6b-98cd-5fb5b07608b9 أمينة نور الدين (ممثلة)
https://lite.almasryalyoum.com/extra/159784/ أمينة نور الدين (ممثلة)
https://pulpit.alwatanvoice.com/articles/2015/06/01/367856.html أمينة نور الدين (ممثلة)